# Aventuras de Gregório
Aventuras de Gregório é um curta-metragem mudo brasileiro do gênero comédia, dirigido por Luiz de Barros e produzido pela companhia produtora Guanabara-Film em 1920. No elenco estavam Manoel F. de Araújo, Ernesto Begonha, Álvaro Fonseca e Yole Burlini, que já haviam trabalhado com Barros anteriormente. Aventuras de Gregório é considerado um filme perdido, pois apenas algumas poucas fotografias de cena e divulgação sobreviveram ao tempo. Foi o primeiro curta-metragem da carreira de Barros, que até aquele momento só havia produzido longas.
O curta teve a sua estreia no cinema São Pedro que, na época, estava fechado, pois o prédio iria ser demolido. Antônio Tibiriçá conseguiu abri-lo por uma noite. Tibiriçá reuniu o seu filme, A Joia Maldita, Aventuras de Gregório, e o filme de Charlie Chaplin, Vida de Cachorro, e fez uma última exibição no cinema.

## Sinopse
Nenhuma fonte oficial cita uma sinopse para o curta, apenas algumas vagas descrições sobre ele:
Comédia gênero Mack Sennet, com bathing girls. Gênero sunshine da Fox. 
Porém, com base nas imagens sobreviventes, pode-se assumir que o curta provavelmente seguia as aventuras de um bandido chamado Gregório, que junto com seus comparsas, sequestravam as famosas bathing girls, inspiradas na Sennett Bathing Beauties, um grupo de mulheres que se apresentavam em trajes de banho, reunido pelo produtor de cinema Mack Sennett.

## Elenco
- Manoel F. de Araújo como Gregório
- Ernesto Begonha
- Álvaro Fonseca
- Yole Burlini